# Biston porphyria
Biston porphyria là một loài bướm đêm trong họ Geometridae.